# تلیانادا
تلیانادا (به لاتین: Tlyanada) یک منطقهٔ مسکونی در روسیه است که در داغستان واقع شده‌است.